# Apolinário de Almeida
Apolinário de Almeida S.J. (22 de julho de 1587 - 15 de junho de 1638) foi um prelado missionário português, mártir na Etiópia.

## Biografia
Estudou com os jesuítas no Colégio de Santo António em Lisboa. Entrou na Companhia aos 14 anos e estudou em Évora e Coimbra e, em seguida, ensinou filosofia em Santo António e mais tarde escrituras na Universidade de Évora. 
Em 1624, quando ele tinha trinta e sete anos de idade, o Rei Filipe III de Portugal nomeou-o bispo de Niceia e coadjutor com direito de sucessão a Afonso Mendes, patriarca da Etiópia. Padre Almeida escreveu ao rei duas vezes pedindo-lhe para reconsiderar a nomeação por ele sentir-se indigno da honra porque, como um jesuíta, ele teria de recusar a dignidades eclesiásticas. No entanto, ele finalmente concordou por causa da ordem real
Bispo Almeida partiu para a Índia em abril de 1628 depois de sua consagração em Évora, por Dom José de Melo, arcebispo de Évora, coadjuvado por Dom Manuel dos Anjos, O.F.M. Obs., bispo-auxiliar de Évora e Tomé de Farias, O. Carm., bispo-auxiliar de Lisboa. Como o clima atrasou sua partida, ele finalmente pôs os pés em Goa em outubro de 1629. Mais tarde ele chegou em Massawa, uma ilha ao largo da Etiópia em 20 de agosto de 1630. Ele passou seus primeiros meses recolhendo informações sobre a vida e as virtudes do Patriarca Andrés de Oviedo que tinha morrido lá em 1577 e também investigou a morte do Padre Abraão de Georgiis, martirizado em Massawa em 1595.
Ele foi formalmente apresentado ao Negus (imperador) Susenyos em 16 de dezembro de 1630 e, posteriormente, começou seu ministério em Dancaz, a capital. O Negus foi convertido à fé católica pelo Padre Pedro Paez em 1622 e a missão jesuíta havia prosperado, com ele cedendo terras e residências aos jesuítas e construíram um seminário para educar o clero nativo. O Negus, porém, era ciente de que sua aceitação do catolicismo era a principal causa da instabilidade do país e das dificuldades internas. Então, em julho de 1632, ele abdicou do trono em favor de seu filho, Fasíladas, e permitiu que o país voltasse a sua crença anterior Esta virada do Negus marcou a eventual extinção da missão jesuíta na Etiópia. Após a morte de Susenyos em 1632, Fasíladas recuperou as propriedades e as casas que o pai havia dado os jesuítas e em 1633, quando soube que os portugueses tinham bombardeado Mombaça, julgou que o patriarca Afonso Mendes estaria por trás do ato e ordenou que os missionários que montaram sua sede em Fremona fossem expulsos.
Bispo Almeida e seis missionários foram para a clandestinidade quando ouviram da ordem de expulsão, enquanto os outros retornaram para a Índia. O Bispo e o Padre Jacinto Franceschi encontrou a segurança com um estadista católico etíope, Cafla Mariam.
Quando o Bispo Almeida e Padre Franceschi perceberam que começaram a causar dificuldades para o anfitrião, moveram-se para o deserto em Defalo, perto do Mar Vermelho e se esconderam na mata. Eles sofreram fome e calor durante quatro meses, até que foram resgatados por um Português, que o Padre Francisco Rodrigues enviou em busca deles. Enquanto o Padre Franceschi ficou com um fazendeiro vizinho, o Bispo Almeida juntou-se com Frei Rodrigues ficando com Joanes Akay, governador de uma província costeira e um amigo do português.
Bispo Almeida e frei Rodrigues foram apostolicamente ativos e capazes de livremente ministrar para os católicos, enquanto procuravam refúgio com Akay. O bispo também foi capaz de investigar as mortes dos Freis Gaspar Pais e João Pereira, cujos martírios ocorreram em 1635. Franceschi, entretanto, tinha sido praticamente feito prisioneiro por seu anfitrião, já que ele foi colocado em uma pequena cabana em que poderia sair apenas à noite e foi-lhe dado pouca comida e não tinha permissão para ver ninguém. Ele tolerou esta solidão durante um ano e saiu para se juntar aos seus dois irmãos jesuítas na propriedade de Akay.
Quando Fasilides soube que Akay deu abrigo para os missionários, ele ofereceu-lhe um indulto em troca dos prisioneiros. Pensando que o imperador permitiria que os missionários deixassem o país e temendo por sua vida, Akay entregou os missionários ao imperador que então aprisionou em um mosteiro no Lago Tana. Depois que os missionários tinham sido acorrentados por um ano, o imperador cedeu às súplicas dos monges cismáticos e permitiu que os missionários fossem executados. Os três jesuítas foram levados a Oinadega em Dambea e foram enforcados em uma árvore alta, enquanto uma justa estava em andamento. As pessoas que frequentavam a feira entraram para jogar pedras nos corpos suspensos.
A data exata do martírio dos três jesuítas não era conhecida, mas ocorreu na primeira metade de junho de 1638. Patriarca Mendes escreveu a Roma observando que o martírio teve lugar entre os dias 9 e 15 de junho de 1638. Sua causa de beatificação, juntamente com cinco outros jesuítas martirizados na Etiópia, foi introduzida em Roma em 1902.